# (119956) 2002 PA149
(119956) 2002 PA149 est un objet transneptunien en résonance 4:7 avec Neptune.

## Caractéristiques
(119956) 2002 PA149 mesure environ 175 km de diamètre.

## Orbite
L'orbite de 2002 PA149 possède un demi-grand axe de 43,828 ua et une période orbitale d'environ 290 ans. Son périhélie l'amène à 36,248 ua du Soleil et son aphélie l'en éloigne de 51,408 ua. Il possède une résonance 4:7 avec Neptune.

## Découverte
(119956) 2002 PA149 a été découvert le 10 août 2002.